# Israels damlandslag i basket

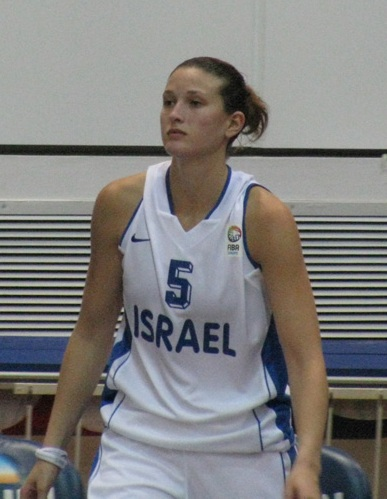
Meirav Dori spelar landskamp för Israel, augusti 2008.

Israels damlandslag i basket representerar Israel i basket på damsidan. Laget deltog första gången i Europamästerskapet 1950

### Fotnoter
1. ↑  Todor Krastev (11 mars 1950). ”Women Basketball II European Championship 1950 Budapest (HUN) - 14-20.05 Winner Soviet Union” (på engelska). Sport Statistics. Arkiverad från originalet den 3 juli 2015. https://web.archive.org/web/20150703185316/http://todor66.com/basketball/Europe/Women_1950.html. Läst 23 juni 2015.